# Клайв Касслер
Клайв Ерік Касслер (англ. Clive Cussler; 15 липня 1931 — 24 лютого 2020) — американський письменник, автор пригодницьких романів, підводний дослідник. Його трилери, в яких часто з'являється персонаж Дірк Пітт, більше 20 раз потрапляли в список бестселерів за версією Нью-Йорк Таймс. Касслер є засновником і головою неприбуткової організації Національне морське і підводне агентство (англ. National Underwater and Marine Agency, NUMA), яка відкрила понад 60 місць корабельних аварій і багато уламків та залишків суден.